# Lompico (Californie)
Lompico est une census-designated place du comté de Santa Cruz, dans l'État de Californie, aux États-Unis,. En 2020, elle compte une population de 1 154 habitants.